# Mistshenkoana discreta
Mistshenkoana discreta är en insektsart som beskrevs av Andrej Vasiljevitj Gorochov 2007. Mistshenkoana discreta ingår i släktet Mistshenkoana och familjen syrsor. Inga underarter finns listade i Catalogue of Life.